# Легенда о Кащее, или В поисках тридесятого царства
«Легенда о Кащее, или В поисках тридесятого царства» — российский фильм в жанре славянского фэнтези, вышедший в 2004 году.

## Сюжет
Экранизация романа Марины Артуровны Вишневецкой «Кащей и Ягда или Небесные яблоки» 2004 года. 
Фильм рассказывает о непростых взаимоотношениях между славянскими богами и людьми. Главный злодей — гигантский чёрный змей Аспид, интригующий против людей с помощью Лихо — дочери Велеса и Мокоши. Змей хочет, чтобы люди забыли богов, и тогда он получит над ними полную власть. Лихо мстит богам за то, что её не берут в божественные чертоги.
В фильме много «микроэпизодов» с участием комических персонажей, например, зверюшки Фефилы, наблюдающей за людьми и служащей верховному богу Святовиту (именно он напрямую указан в фильме как верховный бог на момент происходящих событий). Также комическими персонажами являются брат Лихо, Волкулак, а также лесные духи Лоб и Ёк. Микро-сцены с ними сглаживают затянутость сюжета. 
Фильм содержит довольно много жестоких сцен, поэтому эту сказку не рекомендуется смотреть детям.
Философская идея фильма, проходящая через весь телесериал — это то, что люди «взрослеют» и уходят из-под опеки богов и власти Аспида.

## В ролях
| Актёр               | Роль             |
| ------------------- | ---------------- |
| Алексей Петренко    | Кащей            |
| Анатолий Смиранин   | Кащей в юности   |
| Мария Машкова       | Ягда (Баба-яга)  |
| Александр Феклистов | Родовит князь    |
| Кирилл Плетнёв      | Жар              |
| Андрей Смоляков     | Удал отец Кащея  |
| Виктор Авилов       | Хват кузнец      |
| Валерий Золотухин   | Велес            |
| Нелли Пшённая       | Мокошь           |
| Валерий Афанасьев   | Перун            |
| Дмитрий Марин       | Влас             |
| Виктор Кручина      | Симаргл          |
| Нина Шаролапова     | Лихо-девка       |
| Олеся Судзиловская  | Лихо-воительница |
| Борис Химичев       | Святовит         |
| Алла Сергийко       | Мамушка          |